# Leonīds Vīgners
Leonīds Vīgners (* 10. November 1906 in Moskau; † 23. Dezember 2001 in Riga) war ein lettischer Komponist, Dirigent und Pädagoge.

## Leben

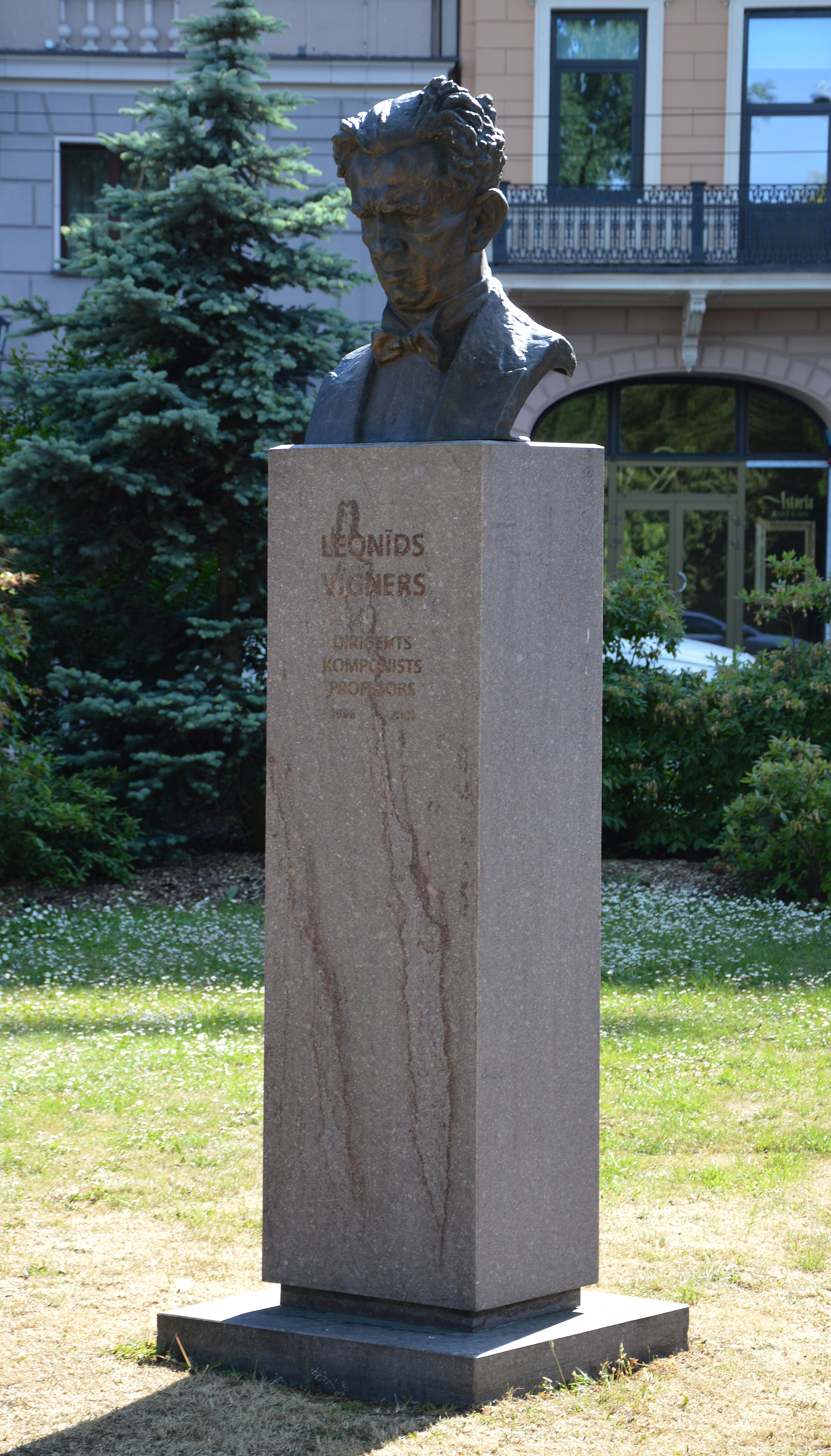
Vīgners-Denkmal in Riga

Leonīds Vīgners war der Sohn des Dirigenten und Komponisten Ernest Vīgners. 1928 absolvierte er das Konservatorium in Riga. Später studierte er in der Schweiz bei Felix von Weingartner in Basel. Zwischen 1930 und 1939 dirigierte er den Chor „Dziedonis“. Von 1936 bis 1944 war er Dirigent an der Lettischen Nationaloper und Assistent des Ersten Gastdirigenten Leo Blech. Danach war er bis 1949 Chefdirigent des Opern- und Balletttheaters und zugleich, für zwei Spielzeiten, der künstlerischen Leiter des Lettischen Philharmonischen Orchesters. Ab 1947 lehrte er am Konservatorium. Nach dessen Umwandlung zur Musikakademie Jāzeps Vītols war er dort ab 1961 Professor. 1947 gründete er den Chor „Mūza“, den er viele Jahre lang leitete. Von den 1950er bis in die 1970er Jahre war er – mit einer Unterbrechung – Chefdirigent des lettischen Rundfunkorchesters. Darüber hinaus leitete er weitere wichtige Chöre Lettlands. 1973 dirigierte er in Riga die Uraufführung der 4. Symphonie von Imants Kalniņš.
Leonīds Vīgners unterstützte die Singende Revolution. Beim 20. lettischen Liederfest, das vom 30. Juni bis zum 8. Juli 1990 gefeiert wurde, dirigierte er Lieder, deren öffentliche Darbietung seit der sowjetischen Besetzung Lettlands verboten gewesen war.
Leonīds Vīgners wurde auf dem Waldfriedhof Riga beigesetzt. Vor der Lettischen Nationaloper wurde ihm im Jahr 2007 das Vīgners-Denkmal gesetzt.